# Максиміліан I Баварський
Максиміліан I Баварський (17 квітня 1573, Мюнхен — 27 квітня 1651, Інгольштадт) — герцог Баварський з 1597 року і 1-й курфюрст Священної Римської імперії з 1623 з династії Віттельсбахів.

## Біографія
Син князя Вільгельма V та Ренати Лотаринзької. Навчався в університеті в Інгольштадті. З 1591 року брав участь в управлінні країною, а в 1597 перейняв владу в Баварії від свого батька. В 1599 році одружився з Єлизаветою Ренатою Лотаринзькою, дочкою герцога Лотаринзького Карла III. В цьому шлюбі дітей не було.
В 1607, виконуючи наказ імператора, взяв протестантське місто Донауверт, що спровокувало об'єднання протестантських князів, які утворили Євангельську унію для оборони від католицького натиску. У відповідь Максиміліан організував і став на чолі Католицької ліги.
Після початку тридцятирічної війни в 1619 передав війська Католицької ліги в підпорядкування імператора Фердинанда II. 8 листопада 1620 баварські війська на чолі з графом Йоганом Тіллі розбили війська чеських протестантів короля Фрідріха V Пфальцького в битві на Білій Горі. В 1623 імператор офіційно надав Максиміліану титул курфюрста, який відібрали у Фрідріха V Пфальцького.
Після смерті першої дружини одружується вдруге 15 липня 1635 року у Відні з своєю племінницею Марією Анною Австрійською, дочкою імператора Фердинанда II Габсбурга і сестри Максиміліана Марії Анни Баварської
За умовами підписаного в 1648 році Вестфальського миру Максиміліан зберіг титул курфюрста, який перейшов у спадок баварським князям. До Баварії також прилучено Гірський Пфальц.

## Родина
1 Дружина — Єлизавета Рената Лотаринзька, дочка герцога Лотаринзького Карла III
Діти: не було.
2 Дружина — Марія Анна Австрійська, дочка імператора Фердинанда II Габсбурга і сестри Максиміліана Марії Анни Баварської
Діти:
- Фердинанд Марія, курфюрст Баварський
- Максиміліан Філіпп Іеєронім